# Padre Adam
Padre Adam nome con cui è conosciuto in italia Karl Kehrle, nome da religioso Brother Adam (in tedesco Bruder Adam) (Mittelbiberach, 3 agosto 1898 – Buckfastleigh, 1º settembre 1996) è stato un monaco cristiano tedesco appartenente all'ordine benedettino e celebre apicoltore.

## Biografia
Per più di 60 anni Kehrle è stato responsabile dell'apicoltura all'Abbazia di Buckfast, nel Devon (GB). Con un intenso lavoro di selezione della specie nel 1917 creò l'ibrido ape di Buckfast, grazie al quale riuscì a vincere l'epidemia di acariosi che dal 1916 aveva provocato grandi morie in tutta l'Inghilterra, portando alla scomparsa pressoché totale dell'ape nera britannica. Oggi l'ape di Buckfast è diffusa e impiegata in tutto il mondo per le sue eccellenti caratteristiche di docilità e operosità.
Nel 1964 padre Adams fu nominato membro del consiglio direttivo della Bee Research Association, che più tardi divenne la Bee Research Association. Proseguì i propri studi sull'ape di Buckfast bee e viaggiò molto, ricevendo riconoscimenti tra i quali l'Ordine dell'Impero Britannico (1973) e l'Ordine al merito di Germania (1974).
Autore di numerose opere scientifiche, articoli e monografie, le più importanti delle quali sono tradotte in tutto il mondo, si è occupato delle sue api fino all'età di 93 anni. È mancato il 1º settembre 1996, all'età di 98 anni.

## Opere
- (DE) Meine Betriebsweise, Monaco di Baviera, Franz Ehrenwirt Verlag, 1969.
- Apicoltura all'abbazia di Buckfast. Le memorie del padre dell'apicoltura moderna, Edizioni Montaonda, 2011  [1975], ISBN 8898186002.
- La selezione delle api. Il miglioramento genetico nell'esperienza del padre dell'ape Buckfast, Edizioni Montaonda, 2012  [1983], ISBN 8898186010.
- Alla ricerca delle migliori varietà di api. I racconti dei celebri viaggi con i risultati degli studi condotti su razze e incroci, Edizioni Montaonda, 2012  [1983], ISBN 8898186061.